# Мун Сон Мин
Мун Сон Мин (кор. 문선민; род. 9 июня 1992, Сеул) — южнокорейский футболист, полузащитник клуба «Кимчхон Санму» и национальной сборной Южной Кореи.

## Клубная карьера
Родился 9 июня 1992 года в городе Сеул. В 2010 году после окончания средней школы, Мун принял участие в конкурсе Nike, который спонсировал «The Chance». Мун стал одним из восьми победителей, которые летом получили шанс переехать в Англию и присоединиться к академии Nike.
Именно в академии Nike он был отмечен английским тренером Грэмом Поттером, который был там, чтобы посмотреть на одного из игроков академии — Дэвида Аккама. В итоге Поттер забрал игроков к себе в шведский клуб «Эстерсунд», который выступал в третьем по уровню дивизионе.
В конце первого сезона 2012 года клуб вышел во второй по уровню дивизион, где и продолжил выступления. В 2014 году Мун Сон получил награду лучшего игрока сезона в «Эстерсунде». Сезон 2015 года кореец также начал основным игроком, а розыгрыш завершился первым выходом клуба в Аллсвенскан. Мун провел в команде первую половину сезона, а 17 июля 2015 года перешел в «Юргорден». Кореец дебютировал за клуб в дерби против Аика (0:1), став первым южнокорейским футболистом, который сыграл на Чемпионате Швеции. Тем не менее в новой команде основным игроком не стал и в конце сезона 2016 года покинул клуб.
В начале 2017 года подписал контракт с «Инчхон Юнайтед». По состоянию на 2 июня 2018 года отыграл за команду из города 44 матча в национальном чемпионате.

## Карьера в сборной
В 2009 году дебютировал в составе юношеской сборной Южной Кореи, приняв участие в 3 играх на юношеском уровне.
28 мая 2018 года дебютировал в официальных матчах в составе национальной сборной Южной Кореи в товарищеской игре против сборной Гондураса (2:0), в которой сразу отметился голом.
В составе сборной был участником чемпионата мира 2018 года в России.

### Статистика
| Матчи и голы Мун Сон Мин за сборную Южной Кореи | Матчи и голы Мун Сон Мин за сборную Южной Кореи | Матчи и голы Мун Сон Мин за сборную Южной Кореи | Матчи и голы Мун Сон Мин за сборную Южной Кореи | Матчи и голы Мун Сон Мин за сборную Южной Кореи | Матчи и голы Мун Сон Мин за сборную Южной Кореи | Матчи и голы Мун Сон Мин за сборную Южной Кореи |
| №                                               | Дата                                            | Место проведения                                | Соперник                                        | Счёт                                            | Голы                                            | Соревнование                                    |
| ----------------------------------------------- | ----------------------------------------------- | ----------------------------------------------- | ----------------------------------------------- | ----------------------------------------------- | ----------------------------------------------- | ----------------------------------------------- |
| 1                                               | 28 мая 2018                                     | Тэгу, Республика Корея                          | Гондурас                                        | 2:0                                             | 1                                               | товарищ.                                        |
| 2                                               | 1 июня 2018                                     | Чонджу, Республика Корея                        | Босния и Герцеговина                            | 1:3                                             | -                                               | товарищ.                                        |